# Bigsby/Travis-Gitarre

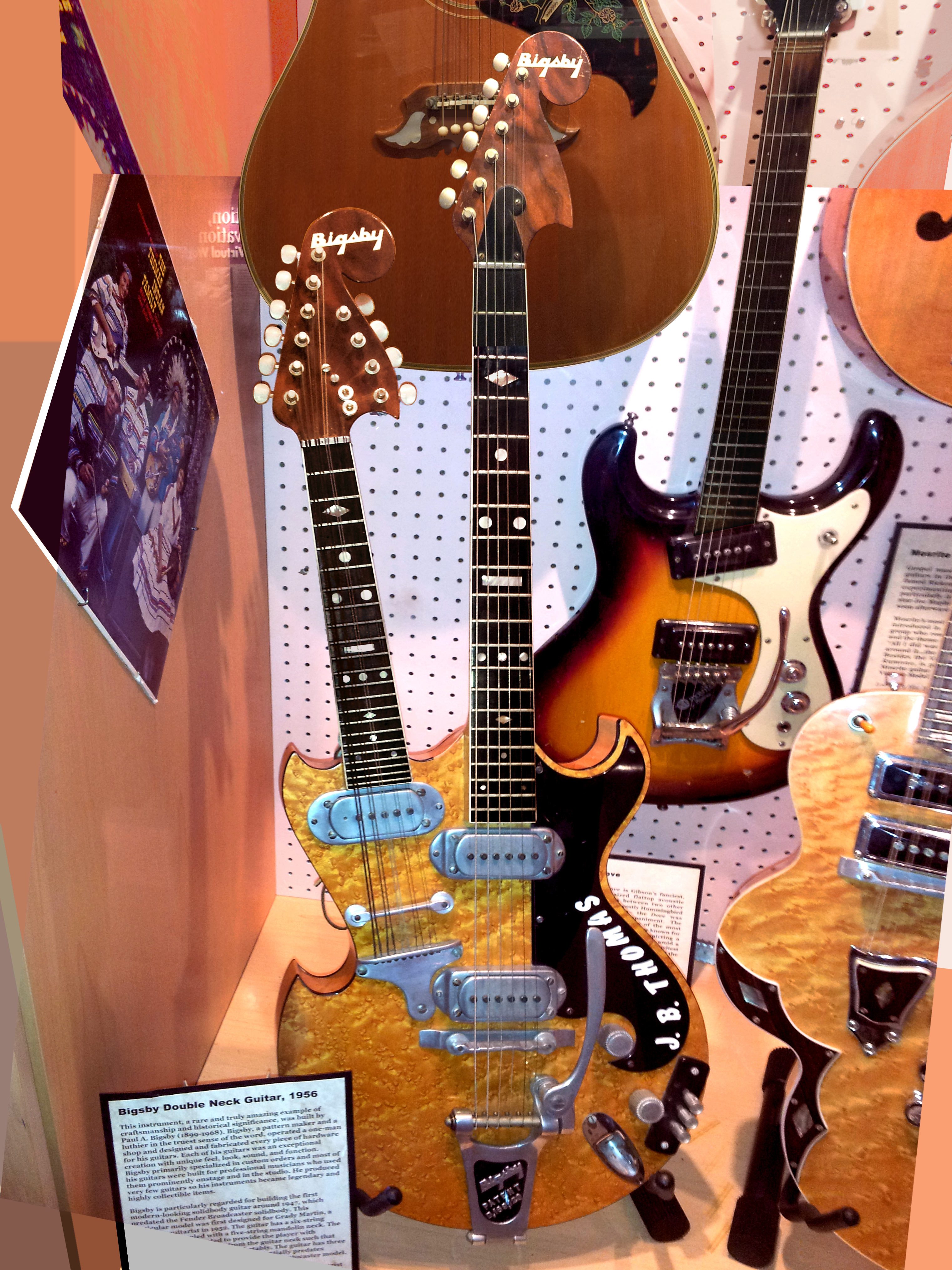
Eine Bigsby-Doppelhals-Gitarre aus dem Jahr 1956, angefertigt für den Gitarristen J. B. Thomas (Bildmitte)

Als Bigsby/Travis-Gitarre und bisweilen auch als Bigsby Solidbody wird eine Reihe von E-Gitarren bezeichnet, die der US-amerikanische Konstrukteur, Mechaniker und Unternehmer Paul Bigsby (1899–1968) von 1948 bis 1965 in Handarbeit anfertigte. Als Grundlage dafür dienten ihm Entwürfe des Country-Musikers Merle Travis (1917–1983). Die Gitarren Bigsbys gehören zu den ersten des in Abgrenzung zu Hawaii-Gitarren als „spanisch“ bezeichneten Gitarrentyps, deren Korpus aufgrund der teilweise massiven Ausführung nicht mehr als Resonanzkörper diente. Mit ihrer neuartigen Konstruktionsform waren die Bigsby-Instrumente einflussreiche Vorreiter der 1951 eingeführten Solidbody-E-Gitarren mit vollmassivem Korpus.

## Geschichte
Merle Travis soll bereits in seiner Kindheit Entwurfszeichnungen von Gitarren angefertigt haben. Eines der Hauptmerkmale seiner Entwürfe war eine Kopfplatte, bei der alle sechs Stimmmechaniken nebeneinander auf einer Seite angeordnet waren. Dieses Merkmal hatte Travis von europäischen Akustikgitarren des 19. Jahrhunderts entlehnt. Als Erfinder dieser „6:0-Konfiguration“ gilt der Wiener Gitarrenbauer Johann Georg Stauffer, dessen 1825 gebautes Akustikgitarrenmodell Legnani erstmals diese Konfiguration aufgewiesen hatte. Auch der 1833 aus Deutschland in die USA ausgewanderte Gitarrenbauer Christian Friedrich Martin, Gründer der Firma Martin Guitar, hatte Mitte des 19. Jahrhunderts diese Kopfplattenform bei einigen seiner Instrumente verwendet.
Als Merle Travis 1948 den Motorrad-Mechaniker Paul Bigsby kennenlernte, war Travis bereits seit etwa zehn Jahren ein gefragter Country-Sänger und -Gitarrist. Bigsby hatte sich neben seiner Mechaniker-Tätigkeit einen Namen mit selbstgebauten Pedal-Steel-Gitarren gemacht. Seine Instrumente wurden von bekannten Musikern wie Speedy West und Bud Isaacs gespielt. Merle Travis suchte zunächst nach Möglichkeiten, die Stimmstabilität des Vibratosystems seiner Gibson-Gitarre zu verbessern. Paul Bigsby konstruierte für Travis daraufhin ein neuartiges Vibratosystem, das einige Zeit später in Serienproduktion ging und als Bigsby-Vibrato weite Verbreitung fand. Im Sommer 1948 taten Travis und Bigsby sich schließlich zusammen, um einen von Travis’ Gitarrenentwürfen umzusetzen – eine E-Gitarre mit größtenteils massivem Korpus. Travis beabsichtigte damit, den Klang seiner Gitarre an den einer Pedal Steel anzunähern. Außerdem hatte Travis Wert auf einen möglichst flachen Instrumentenkorpus gelegt, um beim Singen näher an das gerade Stativ seines Mikrofons herantreten zu können.
Nach Fertigstellung der ersten Bigsby/Travis-Gitarre baute Paul Bigsby auf Bestellung anderer Musiker mehrere weitere, auf Travis’ Entwurf fußende Exemplare des Modells. Darunter befindet sich auch eine Doppelhalsgitarre, angefertigt für den Country-Musiker Grady Martin sowie Doppelhals-Instrumente, die elektrische Mandoline und E-Gitarre beziehungsweise E-Bass und E-Gitarre auf einem Korpus miteinander kombinieren. Weitere namhafte Musiker, die sich von Bigsby Gitarren nach dem Travis-Entwurf anfertigen ließen, waren Hank Garland (der Mitte der 1950er-Jahre am Entwurf des Thinline-Modells Gibson Byrdland beteiligt war), Jack Parsons und Zeke Clements. Die genaue Stückzahl der von Bigsby nach Travis’ Entwurf angefertigten Gitarren ist nicht bekannt.

## Konstruktionsform und Gestaltung der Bigsby/Travis-Gitarre
Grundlage der Konstruktion der Bigsby/Travis-E-Gitarre ist ein durch den gesamten Korpus gehender Hals (englisch: Neck-thru). Dieses Konstruktionsmerkmal war in ähnlicher Form bereits einmal sieben Jahre zuvor eingesetzt worden: Der Gitarrist Les Paul hatte 1941 in seinen experimentellen Gitarren-Prototyp The Log einen Holzbalken zur Verlängerung des Instrumentenhalses eingesetzt; allerdings hatte Les Pauls Konstruktion keinen einteilig durchgehenden Hals wie das Bigsby/Travis-Modell. Beidseitig an dem verlängerten, aus Ahornholz bestehenden Hals-Werkstück befestigte Bigsby die Zargen. Der so geformte Korpus mit einzelnem Cutaway trägt eine aufgeleimte Decke aus Vogelaugenahorn; der Boden des Instruments besteht aus einer aufgeschraubten Platte aus Kunststoff. In dieser Platte werden die unteren Enden der durch den verlängerten Hals laufenden Saiten des Instruments verankert. Zargen, Decke und Boden des Instruments bilden auf beiden Seiten des durchgehenden Halses je eine Hohlkammer.
Die Elektrik der ersten Bigsby/Travis-Gitarre besteht aus einem einzelnen, von Paul Bigsby handgefertigten Tonabnehmer in Einzelspulenbauweise (Singlecoil), drei Drehreglern und einem Mehrphasen-Kippschalter. Einige später gebaute Instrumente verfügen über mehrere Tonabnehmer.
Die Decke des Instruments ist mit dekorativen Applikationen aus Nussbaumholz versehen; ebenfalls aus Nussbaum gefertigt sind der Saitenhalter, der Fuß des Stegs, der Rahmen für den Tonabnehmer sowie das Schlagbrett. Letzteres trägt als Intarsie aus Perlmutt den Namenszug „Merle Travis“ in Großbuchstaben.
Für die Zeit der Entstehung auffälligstes Merkmal der Bigsby/Travis-Gitarre ist ihre asymmetrisch geformte Kopfplatte. Alle sechs Stimmmechaniken für die Saiten sowie deren Stimmwirbel sind an einer Seite aufgereiht. Die Spitze der mit einem Furnier aus Nussbaumholz belegten Kopfplatte trägt den gleichen „Bigsby“-Schriftzug, der auch auf den Vibratosystemen der Marke verwendet wird. Für einen größeren Druck der Saiten auf den metallenen Sattel der Gitarre ist die Kopfplatte leicht nach hinten abgewinkelt. Der Hals ist mit einem Griffbrett aus Palisander versehen, in das zwischen die Bundstäbchen die Symbole der vier Spielkartenfarben als Einlegearbeiten eingelassen sind.

## Einfluss der Bigsby-Gitarrenmodelle
Im Jahr 1948 lieh sich der kalifornische Radiotechniker Leo Fender für eine Woche eine von Bigsbys Gitarren von Merle Travis aus. In den 1970er-Jahren behauptete Travis, dass Fender die Konstruktionsform der Gitarre studiert hatte, um sich davon für seine eigenen Solidbody-Modelle inspirieren zu lassen. Travis’ Vorwürfe gipfelten in der Behauptung, eigentlich sei er selbst es gewesen, der die ersten E-Gitarrenmodelle der Firma Fender Musical Instruments entworfen habe. Der Plagiatsvorwurf konnte jedoch nie bewiesen werden, und die Fender-Modelle unterscheiden sich in den weitaus meisten Konstruktionsmerkmalen deutlich von Travis’ Entwurf. Die größten Ähnlichkeiten der Konstruktionsformen von Bigsby- und Fender-Gitarren bestehen lediglich im Umriss der Kopfplatte des 1954 auf den Markt gebrachten Modells Fender Stratocaster sowie in den durch den Korpus laufenden Saiten-Enden der 1951 veröffentlichten Fender Telecaster.
Das wesentliche Konstruktionsmerkmal der Bigsby/Travis – der durch den gesamten Korpus gehende Instrumentenhals mit seitlich daran angefügten Korpusflügeln – wurde in späteren Jahren von einigen anderen Gitarrenherstellern in leicht abgeänderter Form übernommen. Dazu zählen die Firma Rickenbacker mit einigen seit den frühen 1950er-Jahren auf diese Weise konstruierten Modellen (der von 1954 bis 1962 für Rickenbacker tätige, deutschstämmige Gitarrenbauer Roger Rossmeisl griff das Konstruktionsprinzip unter anderem für die E-Gitarre Rickenbacker 325 und den E-Bass Rickenbacker 4001 auf) sowie das Unternehmen Gibson Guitar Corporation, die 1963 die Modelle Firebird und Thunderbird mit durchgehendem Hals auf den Markt brachte. Außerdem weisen der Korpus der 1952 eingeführten Gibson Les Paul und derjenige der 1953 auf den Markt gebrachten Gretsch Duo Jet im Umriss große Ähnlichkeit mit der Bigsby/Travis-Gitarre auf. Eine Inspiration durch die von Merle Travis entworfene Form könnte in allen diesen Fällen angenommen werden.
Das Original der Bigsby/Travis-Gitarre befindet sich heute in der Instrumentensammlung des Museums der Country Music Hall of Fame in Nashville, Tennessee. Ein Nachbau einer Bigsby-Gitarre wurde im Jahr 2004 im Rahmen der Wanderausstellung Stromgitarren zur Geschichte der E-Gitarre im Landesmuseum für Technik und Arbeit Mannheim und im Deutschen Technikmuseum Berlin gezeigt.